# Operationslinie
Operationslinie ist ein Begriff aus der Gefechtsführung. Vorrangig wird damit die Achse der Versorgungsstrecken von Streitkräften bezeichnet. Darüber hinaus findet sich der Begriff auch als Bezeichnung für die Bewegungsachse von Truppen. Sofern Bewegung oder Versorgung auf einen einzigen vorhandenen Verkehrsweg angewiesen sind, läuft die Operationslinie entlang dieser Wege. Da gewöhnlich mehrere Wege verfügbar sind, ist auch die Operationslinie normalerweise eine gedachte Linie, die sich nicht auf Karten fixieren lässt. Der Ausgangspunkt der Operationslinie ist die Operationsbasis. Von dort erstreckt sie sich, gegebenenfalls über mehrere Zwischenpunkte, an denen sich Versorgungslager, Depots oder Magazine befinden, bis zum aktuellen Aufenthaltsort der Streitkräfte. Streitkräfte können mehrere Operationslinien gleichzeitig haben.
Der Begriff wurde vermutlich von Henry Lloyd in der zweiten Hälfte des 18. Jahrhunderts geprägt und dominierte das strategische und taktische Denken wenigstens bis zum Ersten Weltkrieg. Da Armeen an ihrer Operationslinie wie das Embryo an der Nabelschnur hängen, steht und fällt ihre Existenz mit der störungs- und unterbrechungsfreien Aufrechterhaltung dieser Linie. Die Bedrohung der Operationslinie des Gegners war daher ein vorrangiges Ziel der Taktik. Ihr Schutz war wesentliche Grundlage der meisten Bewegungen und Märsche. Als hohe Kunst galt es, die gegnerische Operationslinie zu bedrohen oder anzugreifen, ohne die eigene zu entblößen.